# Lissosculpta uruensis
Lissosculpta uruensis là một loài tò vò trong họ Ichneumonidae.